# Albalat de la Ribera
Albalat de la Ribera es un municipio de la Comunidad Valenciana, España. Situado en la provincia de Valencia, en la comarca de la Ribera Baja. Cuenta con una población de 3446 habitantes (INE 2024). También llamado a veces por los habitantes con la denominación histórica completa de Albalat de la Ribera de Xúquer (escrito en varios estandartes y sellos municipales con las siglas ARX).
Hasta la década de 1860 se llamaba oficialmente Albalat de Pardines.
En el plano económico, el aprovechamiento de las aguas de la Acequia Real del Júcar introdujo al municipio en el regadío con cultivos como el arroz, que fomentó el crecimiento de la villa, aunque, con el paso de los años, el cultivo de cítricos ganó terreno al arroz, siendo la principal fuente de ingresos del municipio durante más de un siglo (siglos XIX y XX). Por entonces, la actividad económica principal era la agricultura, que ahora ha pasado a un segundo plano, reemplazada por la industria.
En la actualidad el cultivo principal es el naranjo, y en la marjal, el ya mencionado arroz. La mayor parte del término municipal de Albalat de la Ribera pertenece al parque natural de la Albufera.
El casco urbano dista a 7 km de la capital comarcal (Sueca), a 33 km de la provincial (Valencia), a 385 km de la estatal (Madrid) y a 1730 km de la europea (Bruselas).
En los últimos años, la suposición de que la localidad posee la mítica Sucro romana debajo de sus pies, ha dado lugar a un gran debate entre esta y las colindantes. A día de hoy, los hallazgos en el término de la localidad y la nueva comprensión de la referencia dada en los Vasos de Vicarello, han dado lugar a la afirmación de que sea aquí donde se encuentra.

## Toponimia

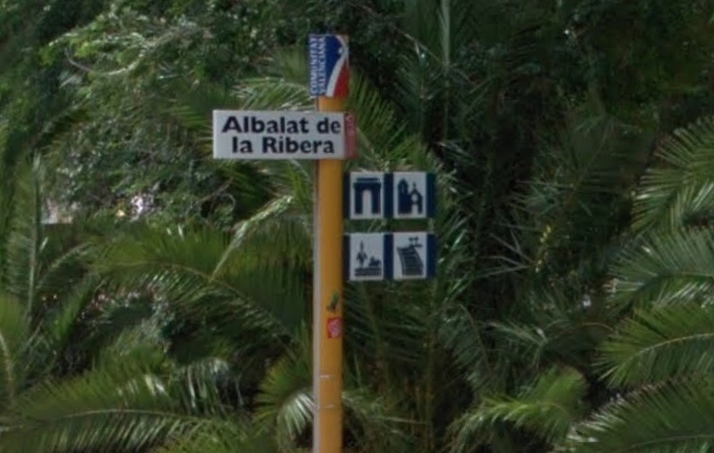
Cartel de Entrada a Albalat de la Ribera

El topónimo Albalat procede de la palabra musulmana Al-Blat, que se podría interpretar como la calzada o el paso. Se cree que el nombre proviene del hecho que, a través de la población, pasaron la antigua Vía Augusta y, probablemente, la Vía Sucronense-Dianum, que unía la localidad con Alicante.

### Otras denominaciones
- Alborriz de Azora. Esta denominación aparece en una transcripción del privilegio del rey Jaime I, en el libro Noticia Villa de Albalat de la Ribera de Xúquer, como sinónimo de Albalat de Júcar, o simplemente Alborriz (o Alboriz) para Albalat. Cabe destacar el comienzo claramente árabe de la palabra Alborriz. El uso de ambos nombres podría significar que en la villa se la conocía por nombres diferentes en lugares diferentes. Desde la especulación más absoluta en la búsqueda de una explicación a esta desconocida denominación, nos podemos dar cuenta de un paralelismo entre Sucro (Júcar) y Azora, y es que Azora podría ser a Sucro, lo que azúcar a sucre, es decir, una adaptación castellana —y meramente puntual, ya que no se encontró ningún otro registro de este nombre— a partir de la forma Sucro.
- Albalat de Pardines. A menudo hay cierta confusión respecto a Albalat de la Ribera y el antiguo y desaparecido pueblo de Pardines, debida en gran parte al uso de la denominación incorrecta de Albalat de Pardines, nombre habitual hasta hace relativamente poco. Esta denominación vulgar era debida probablemente a que había más villas con el nombre de Albalat, y era recurrente referirse a los pueblos que la rodeaban para situarla con facilidad. De hecho, también existe la denominación Albalat de Segreny, aunque no tan utilizada. Segreny, como Pardines, era también un antiguo pueblo vecino de Albalat. De ambos se conservan numerosas referencias que los describen como pueblos con vecinos, término y señores propios. Tal vez la denominación "de Pardines" haya sido más utilizada debido a que la iglesia de San Miguel (en Pardines) trasladó el culto a la de San Pedro (en Albalat de la Ribera), por orden del arzobispo. En cualquier caso, la denominación Albalat de Pardines no ha sido utilizada nunca por los vecinos de la villa, sino desde de la Administración de la época o las gentes de poblaciones lejanas. A principios del siglo XVII ya hay constancia de la referencia "de Pardines". Se conserva cerca de la localidad un muro perteneciente a la antigua iglesia de dicha localidad.

## Geografía
El término municipal de Albalat limita con los siguientes términos municipales: al norte, con Algemesí, Sollana y Sueca, al este con Sueca, al sur con Poliñá de Júcar y al oeste con Algemesí.
| Noroeste: Algemesí       | Norte: Sollana       | Noreste: Sueca           |
| Oeste: Algemesí          | Albalat de la Ribera | Este: Sueca              |
| Suroeste Poliñá de Júcar | Sur: Poliñá de Júcar | Sureste: Poliñá de Júcar |

### Hidrografía

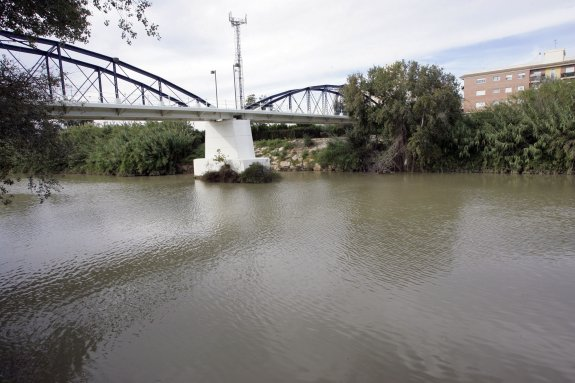
Río Júcar a su paso por Albalat

A través del término municipal de Albalat transcurren los siguientes ríos y acequias.
- Río Júcar:Tiene una longitud de 497,5 km, atraviesa las provincias de Cuenca, Albacete y Valencia, y desemboca en el mar Mediterráneo. Era conocido como Sucro por los romanos. Nace a 1700 m s. n. m., en la vertiente meridional del cerro de San Felipe (Montes Universales) en el paraje conocido como los Ojos de Valdeminguete y cerca también del nacimiento de los ríos Cuervo (cuenca del Tajo), Guadalaviar - Turia, Cabriel (cuenca del Júcar) y del propio Tajo, en la Cordillera Ibérica.

El curso bajo, lugar donde se encuentra Albalat, es la zona con mayor riesgo de inundaciones al configurar la llanura aluvial de la desembocadura del río. En tiempos modernos, la mayor inundación provocada en la zona por el río Júcar ha sido la Pantanada de Tous (20 de octubre de 1982), la cual se produjo al caer más de 100 mm de precipitaciones en la mayor parte de la cuenca del Júcar, llegando incluso a superar los 600 mm en un área de 700 km² aguas arriba del pantano de Tous. Esto causó una gran afluencia de agua y ante la imposibilidad de abrir las compuertas, la presa de Tous comenzó a desbordarse, para venirse abajo a las 19:15h del 20 de octubre, originando una crecida de 16 000 m³/s, la mayor registrada en España hasta la fecha.
- Acequia Real del Júcar:La Acequia Real del Júcar es la principal arteria de dicho río, hasta la reciente construcción del Canal Júcar - Turia. Tiene su origen en Antella y desagua en la Acequia de Favara, en Albal, constituyendo un elemento vertebrador de las comarcas de la Ribera Alta, Ribera Baja y la Huerta Sur, ya que con un recorrido de 54 kilómetros, riega más de 20 000 hectáreas y sustenta a 21 poblaciones.

Entre las acequias a las que esta da agua en la localidad, destacan:
- Setze Pams: acequia ubicada al norte del término municipal que riega gran parte de la marjal por la que discurre.
- La Barona
- Sequia de Sollana
- Sequia Mare

### Relieve
El término municipal de Albalat, ubicado al este de la península ibérica y con un tamaño de 14,4 km² es prácticamente llano, factor causado por estar ubicado en la cuenca del Júcar. La altitud desciende desde los 15 m s. n. m. en la parte más alta, donde se ubica la localidad, hasta los seis en la parte norte del término municipal. Por todo esto, se puede comprobar que el término municipal forma un plano en dirección descendente común en la pendiente hacia el nordeste, coincidiendo con el ámbito del arrozal. La población, está rodeada, en la lejanía, por las sierras de Corbera y La Murta por el sur, la plataforma de Caroig en el oeste y la Albufera de Valencia al norte.

### Clima
| Parámetros climáticos promedio de Albalat de la Ribera, Comunidad Valenciana | Parámetros climáticos promedio de Albalat de la Ribera, Comunidad Valenciana | Parámetros climáticos promedio de Albalat de la Ribera, Comunidad Valenciana | Parámetros climáticos promedio de Albalat de la Ribera, Comunidad Valenciana | Parámetros climáticos promedio de Albalat de la Ribera, Comunidad Valenciana | Parámetros climáticos promedio de Albalat de la Ribera, Comunidad Valenciana | Parámetros climáticos promedio de Albalat de la Ribera, Comunidad Valenciana | Parámetros climáticos promedio de Albalat de la Ribera, Comunidad Valenciana | Parámetros climáticos promedio de Albalat de la Ribera, Comunidad Valenciana | Parámetros climáticos promedio de Albalat de la Ribera, Comunidad Valenciana | Parámetros climáticos promedio de Albalat de la Ribera, Comunidad Valenciana | Parámetros climáticos promedio de Albalat de la Ribera, Comunidad Valenciana | Parámetros climáticos promedio de Albalat de la Ribera, Comunidad Valenciana | Parámetros climáticos promedio de Albalat de la Ribera, Comunidad Valenciana |
| Mes                                                                          | Ene.                                                                         | Feb.                                                                         | Mar.                                                                         | Abr.                                                                         | May.                                                                         | Jun.                                                                         | Jul.                                                                         | Ago.                                                                         | Sep.                                                                         | Oct.                                                                         | Nov.                                                                         | Dic.                                                                         | Anual                                                                        |
| ---------------------------------------------------------------------------- | ---------------------------------------------------------------------------- | ---------------------------------------------------------------------------- | ---------------------------------------------------------------------------- | ---------------------------------------------------------------------------- | ---------------------------------------------------------------------------- | ---------------------------------------------------------------------------- | ---------------------------------------------------------------------------- | ---------------------------------------------------------------------------- | ---------------------------------------------------------------------------- | ---------------------------------------------------------------------------- | ---------------------------------------------------------------------------- | ---------------------------------------------------------------------------- | ---------------------------------------------------------------------------- |
| Temp. máx. media (°C)                                                        | 14.3                                                                         | 15.8                                                                         | 18.4                                                                         | 21.0                                                                         | 25.2                                                                         | 28.8                                                                         | 31.7                                                                         | 30.6                                                                         | 28.1                                                                         | 22.9                                                                         | 17.8                                                                         | 14.8                                                                         | 22.5                                                                         |
| Temp. mín. media (°C)                                                        | 5.0                                                                          | 5.9                                                                          | 7.4                                                                          | 9.8                                                                          | 13.4                                                                         | 17.6                                                                         | 20.6                                                                         | 20.9                                                                         | 18.1                                                                         | 13.5                                                                         | 8.9                                                                          | 5.6                                                                          | 12.2                                                                         |
| Precipitación total (mm)                                                     | 50.1                                                                         | 39.6                                                                         | 46.9                                                                         | 43.4                                                                         | 35.9                                                                         | 18                                                                           | 6.9                                                                          | 22.4                                                                         | 56.3                                                                         | 112                                                                          | 102                                                                          | 50.8                                                                         | 584                                                                          |
| Fuente: Agencia Estatal de Meteorología                                      |                                                                              |                                                                              |                                                                              |                                                                              |                                                                              |                                                                              |                                                                              |                                                                              |                                                                              |                                                                              |                                                                              |                                                                              |                                                                              |

El clima del municipio de Albalat de la Ribera es templado-mediterráneo (según la clasificación climática de Köppen es un clima tipo Csa), presentando las características típicas que corresponden a la llanura litoral valenciana a la que pertenece, es decir, veranos calurosos con temperaturas que oscilan entre los 30 °C y los 38 °C, con tormentas veraniegas a finales de agosto, e inviernos suaves con oscilaciones térmicas entre los 14 °C y los 4 °C, aunque el elemento más característico son las lluvias torrenciales de otoño, a las cuales se les denomina típicamente como gotas frías.

### Flora y fauna
Actualmente, la gran parte de la vegetación natural que encontramos en la población es, fundamentalmente, acuática, como aquella que está en contacto directo con las masas de agua del parque natural de la Albufera y se desarrollan cañas, mansiegas y carrizos. También existe la típica vegetación de ribera, que rodea los márgenes del río Júcar con chopos, tarays, juncos...
En cuanto a la fauna, cabe destacar la reserva del Samaruc, y la existencia de este, juntamente con el fartet (otra especie endémica de la zona) en la mayoría de humedales que encontramos en la población; además de muchas otras especies. La gran biodiversidad de Albalat es debida a que la mayor parte de su término municipal forma parte del parque natural de la Albufera.

## Historia

### Época prerromana

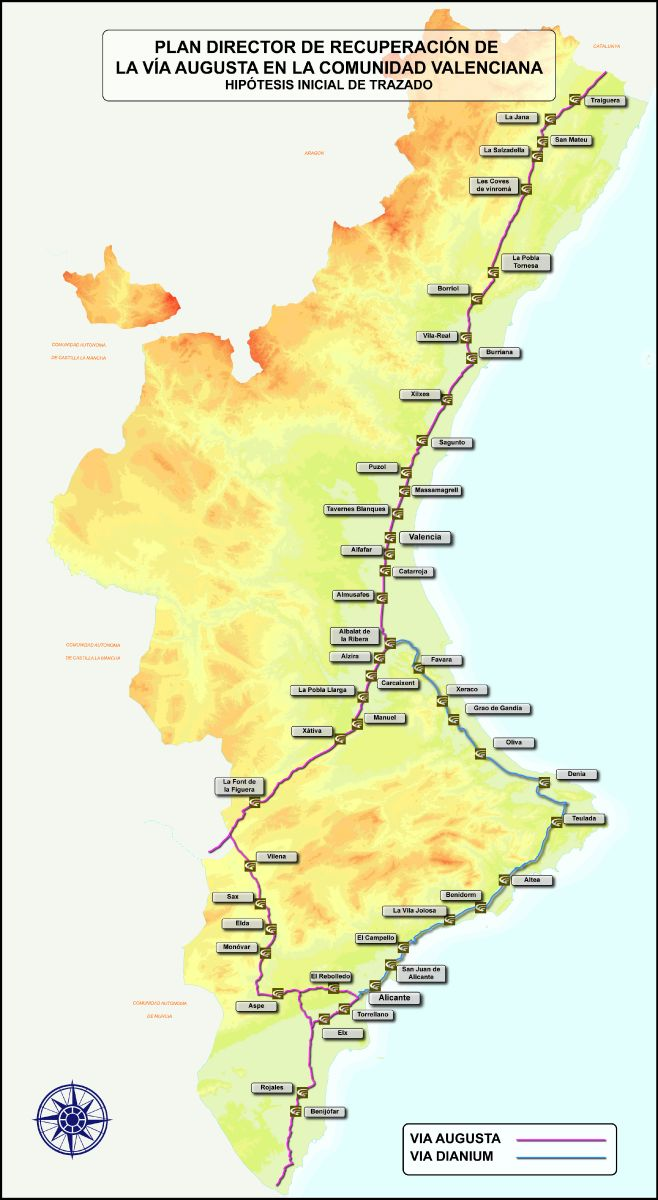
Vía Augusta a su paso por la Comunidad Valenciana

En unas obras en el casco urbano en el año 1961, al abrir unas zanjas para el alcantarillado, aparecieran restos arqueológicas medievales y modernos un metro por debajo del pavimento. Aproximadamente a un metro más de profundidad aparecía un nivel de arcilla con fragmentos cerámicos ibéricos y romanos, y posibles restos de muros de edificaciones. Los objetos recuperados fueron: un hacha de piedra aseada; una moneda romana que no se pudo leer; varios punzones de hueso, romanos; cerámica tosca hecha a turno, ibérica; cerámica ibérica con decoración geométrica y floral; cerámica campaniana del tipo B y tierra sigillata, surgálica e hispánica. Según la autora María Luisa Chofre Navarrete, «habría existido en el lugar [...] un poblamiento ibérico del s. II a. C., que perduraría hasta bien entrada la romanización». A finales del año 1957, en la partida de l'Alteret de la Vintihuitena, que se eleva dos o tres metros por encima de la zona circundante, al efectuarse unas zanjas de drenaje para los campos de naranjos, aparecieran unas grandes piedras, restos de edificaciones, y gran cantidad de cerámica ibérica y romana semejantes a los que años después se encontrarían en la población. Este yacimiento proporcionó, en hallazgos casuales, materiales que comprenden desde la cultura del Bronce Valenciano a medievales. Materiales ibéricos y romanos: cerámica ibérica con decoración geométrica y floral; cerámica campaniana A y B; sigillata (aretina, surgálica, hispana y clara A). Estos materiales dan una cronología que comprende desde el siglo III a. C. hasta bien entrada la romanización. Según Chofre, «el material consignado aporta pocas datos cronológicos, solos el Kalathos de cuello estrangulado, propio del siglo IV a. C. y los dos fragmentos de cerámica bicroma, apuntan a un poblado ibérico de primera epoca».

### Romanización
Recientemente, la localidad ha sido reconocida como la ciudad ibera Sicana y la romana Sucro de donde partiría una rama de la Vía Augusta que condujera al portus Sucronem (Cullera). Fundada en el siglo III a. C. como un "oppidum", Sucro (oppidum) se convirtió en una de las ciudades más importantes para los edetanos, solamente por detrás de la propia Edeta. Con el paso del tiempo, Sucro (oppidum) se sublevó contra el emperador Trajano en el siglo I d. C. y fue mandada destruir. Pese a su destrucción, siempre estuvo habitada hasta su refundación, ya en época musulmana, con el nombre de Al-Blat. De lo que no cabe duda, no obstante, es de que la localización de la ciudad estaba condicionada por la posición históricamente estratégica del vado de Albalat para atravesar el Júcar, que se remonta mucho más allá de la Edad Media, tal y como lo demuestran las excavaciones dadas en el término municipal de la Villa.

### Edad Media

#### Periodo musulmán

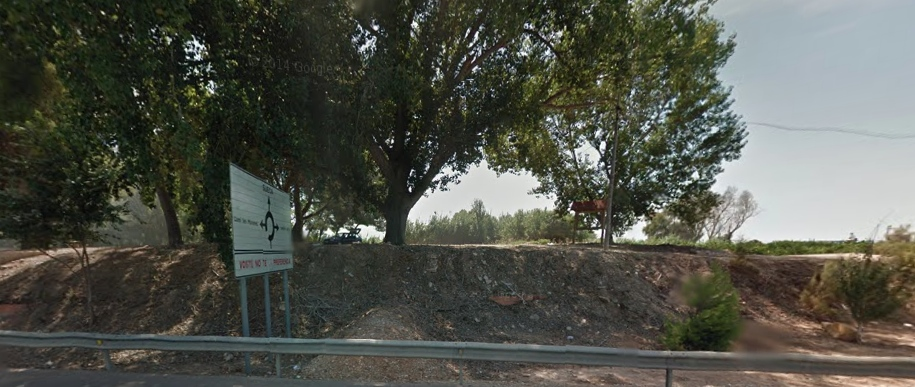
La Mota a su paso por Albalat

En la época musulmana, Albalat tomó fuerza, y, una prueba de esto, es que, el topónimo Albalat proviene del término árabe Al-Balat, es decir, El Camino o La Calzada, se cree que recibió este nombre porque por la población, aún pasaba la Vía Augusta, la principal calzada hispánica, que unía Roma con Mérida. Con el paso del tiempo y por la fertilidad de sus tierras, se produjo un gran aumento de su tamaño y la población de Albalat vio la necesidad de protegerse del río Júcar, y, junto con el resto de las poblaciones adyacentes al Júcar en la provincia, consiguió que en el s. VIII comenzara la construcción de la mota, una especie de muralla que protegería al pueblo de las inundaciones. De esta época cabe destacar que, en el pueblo se han encontrado restos de una antigua mezquita.

#### Reconquista

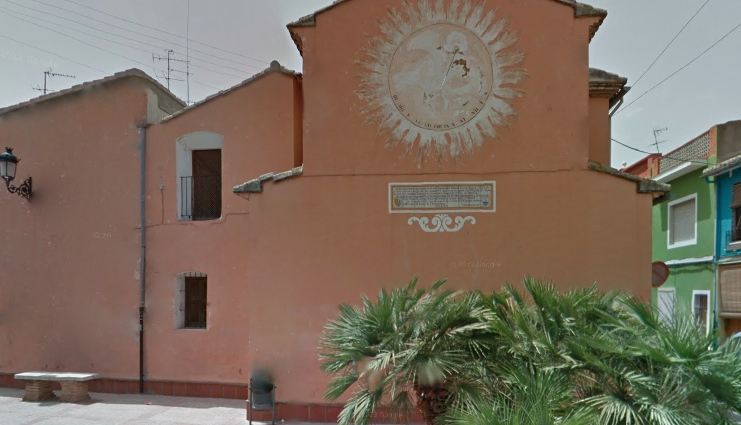
Plaza trasera de la ermita de San Roque, donde se ubicó el hospital

Hacia el año 1238, Jaime I de Aragón, en una de las incursiones en territorio valenciano, se encontró con la villa de Albalat. Decidió instalarse en la alquería musulmana, donde perduraría durante cuatro días y cuatro noches, los que fueron de San Miguel a la Purísima, tal y como lo recoge el Libro de los Hechos. La villa fue finalmente conquistada el 5 de junio de 1239. Poco después, Jaime I encargó construcción del Castillo de Albalat, más que destruido desde el siglo XVI.

#### Periodo cristiano

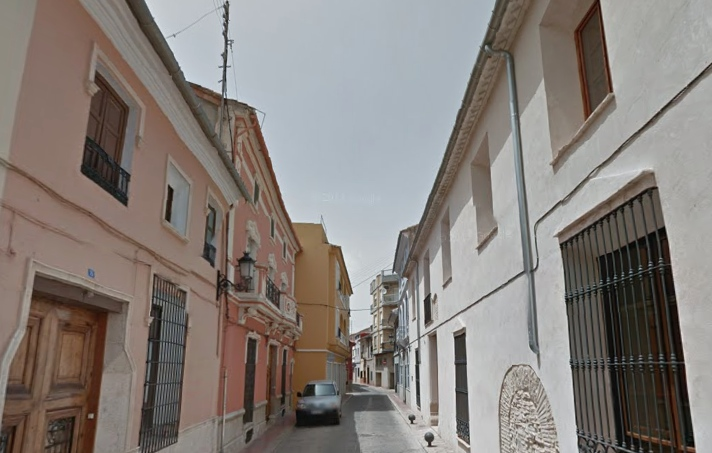
Calle de Caballeros, una de las más antiguas del casco histórico de la población

Tras la conquista, en 1254 la villa pasó a formar parte del mundo occidental y europeo, con las lenguas y cultura propias que la definen. En aquellos años Jaime I dio la villa al obispo de Zaragoza, tal como consta en el Libro del Reparto: «323. Episcopus Cesarauguste alqueriam de Albalato que este in termino de Xuquar. Nonas junii». (323. Al obispo de Zaragoza, la alquería de Albalat, que está en el término del Júcar. 5 de junio.). Fue en esta época que por privilegio real, Albalat obtuvo derecho de coger agua de la Acequia Real de Alcira (más tarde llamada Acequia Real del Júcar). La villa permaneció en posesión de la corona hasta el reinado de Alfonso III de Aragón o de su hermano Jaime II, pues no se conoce con certeza quien de los dos desmembró de la corona la villa de Albalat, ya que según el autor -anónimo- de la Noticia General Recopilada en lo any 1704, ya en mayo de 1292 se tiene testigo de la noble Constanza de Anglesola y Pedro de Benviure, como señores de Albalat, los cuales fundaron el Hospital de la villa (que era una fundación de caridad, y acogía los enfermos pobres, asimismo daba asilo a los viandantes que estaban de paso por la población), situado justo detrás de la ermita de San Roque y San Sebastián.
De este matrimonio nació Gonzalo García, a manos del que pasó la villa por bula del papa Juan XXII en el año 1317, siendo señor de Albalat, Segreny y Mogente. Fue Gonzalo quien consiguió para los habitantes de la villa el derecho de franquicia -el mero imperio- el 1330, concedido por el rey Alfonso el Benigno. Tras la muerte de Gonzalo García en el año 1345 a los 47 años, dejó en testamento 1001 libras para el Hospital que fundó su padre, y la villa volvió de nuevo al patrimonio de la corona con el rey Pedro III.
Poco después pasó a posesión de Pedro Maça Cornell de Liçana, de los Maça de Liçana, y es de esta época que fecha la construcción de la primitiva iglesia de Albalat, hasta aquel momento se utilizaba por tal uso la ermita, bajo la invocación de san Pedro, la cual tomará la nueva iglesia, la ermita se intituló bajo la invocación de los santos Roque y Sebastián, abogados contra la peste y las enfermedades contagiosas. La iglesia, según nos dice mosén Gregori Requeni, seguía el esquema del que hoy conocemos como iglesia de conquista, con arcos diafragmáticos y techo de vigas de madera, donde se pintó el escudo de armas de los Maça de Liçana, además se construyó un trasagrario, cubierto con vueltas y con ventanales góticos en el exterior, detrás del que estaba situado el cementerio.
Fue el 2 de agosto de 1316, en tiempo de estos señores, cuando la rectoría de Pardines se separó de la de Albalat según consta en el Libro de Colaciones de la Curia Eclesiástica de Valencia.
De los Maça de Liçana, Albalat pasó a manos de los condes de Cocentaina, de los que por cuestiones desconocidas, pasó a las manos Juan Roiç de Corella, quien consiguió que el Rey Fernando el Católico permitiera la celebración de mercado los martes en la villa.

### Edad Moderna

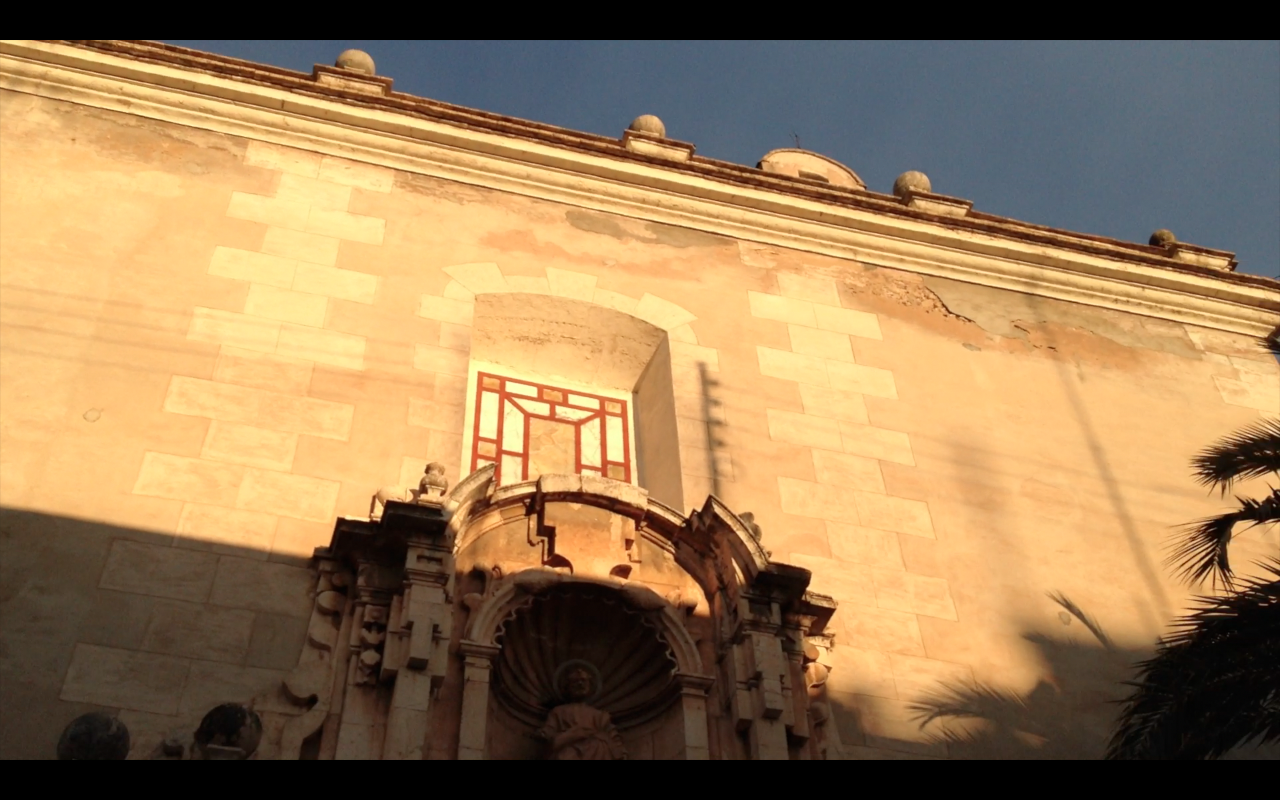
Portada de la iglesia de San Pedro

En el 1497, la villa pasó a manos de la familia Castellví, quien en 1510 la vendió a la familia de los Borgia. Durante el mandamiento de los Borgia, fue construida la Casa de Ayuntamiento a manos del maestro de obras Serafín Esteve, de nueva planta, en el terreno que ocupaba un solar de la familia Egea. También durante el poder de los Borgia, Albalat sufrió un gran aumento de la población, ya que, la próxima localidad de Pardines quedó deshabitada por las continuas innundaciones, y la gran parte de sus habitantes, acudieron a Albalat. Fue gracias a esto que Albalat fue rebautizado como Albalat de Pardines. Los duques de Gandía le vendieron la localidad a la familia Sallent, quien se la dio por problemas económicos a los marqueses de Belgida. Fue durante esta etapa que la familia de Belgida, junto a la fuerza del, en aquel momento párroco de la Villa, Sebastián Figueres, que se ordenó la construcción de nueva planta de una iglesia dedicada a San Pedro Apóstol. En el año 1692 comenzaba la construcción de esta, que terminó nueve años más tarde.

### Edad Contemporánea
En esta etapa, el pueblo, además de ser rebautizado como Albalat de la Ribera, ha construido varios servicios, como el matadero municipal, de 1901 que actualmente alberga la biblioteca municipal, o el mercado de piedra, de 1948. También en esta etapa se ha construido el puente del Júcar, uno de los más antiguos de la comarca, que sustituyó la tradicional barca, la cual tenía tanto arraigo desde hacía tanto tiempo, que forma parte del escudo de la villa. Los destrozos de la guerra civil y la república terminaron por destruir gran parte del interior de la iglesia, el mercado por completo y parte de la mota. Albalat, también sufrió un duro momento durante las riadas del 82, terminó rodeado y lleno de agua exceptuando las colinas.

## Demografía
Albalat de la Ribera cuenta con una población de 3446 habitantes (INE 2024).
| Gráfica de evolución demográfica de Albalat de la Ribera entre 1842 y 2021                                          |
| |
| Población de derecho según los censos de población del INE Población de hecho según los censos de población del INE |

Cabe destacar que la localidad lleva estancada en más de 3000 habitantes desde principios del siglo XX y ni ha subido aún a 4000 ni tampoco ha bajado a 2000.

## Comunicaciones

### Ferrocarril
Aunque la población no cuente con estación propia de renfe, se puede acceder a ella a través de las estaciones de las líneas C1 y C2 Sueca y Algemesí, a 7 y 3 km respectivamente.
| Valencia-Norte - Gandía / Playa y Grao de Gandía |
| Valencia-Norte · Alfafar-Benetúser · Masanasa · Catarroja · Silla · El Romaní · Sollana · Sueca · Cullera · Tabernes de Valldigna · Jaraco · Gandía / Playa y Grao de Gandía |

| Valencia-Norte - Játiva - La Alcudia - Mogente |
| Valencia-Norte · Alfafar-Benetúser · Masanasa · Catarroja · Silla · Benifayó-Almusafes · Algemesí · Alcira · Carcagente · Puebla Larga · Énova-Manuel · Játiva · Alcudia de Crespins · Montesa · Vallada · Mogente |

### Carretera

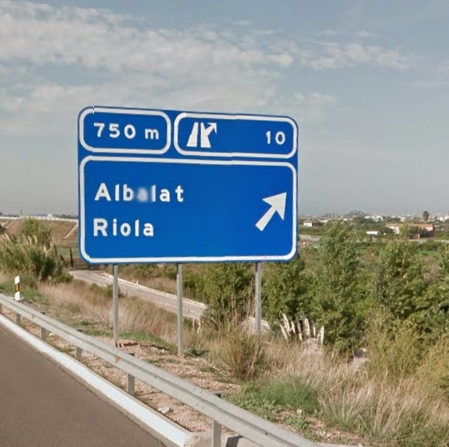
Cartel salida Albalat

Las principales carreteras de Albalat son las siguientes:
| Titularidad de la vía                   | Denominación               | Identificador | Itinerario                                                   |
| --------------------------------------- | -------------------------- | ------------- | ------------------------------------------------------------ |
| Red de carreteras del Estado            | Autovía 38                 | A-38          | Autopista del Mediterráneo – Sueca – Cullera                 |
| Carreteras de la Generalidad Valenciana | Algemesí - Albalat - Sueca | CV-515        | Algemesí - Albalat - Sueca                                   |
| Carreteras de la Generalidad Valenciana | Alcira - Sueca             | CV-505        | Alcira - Albalat - Poliñá de Júcar - Riola - Sueca           |
| Carreteras de la Generalidad Valenciana | Albalat                    | CV-513        | Albalat - Albalat                                            |
| Carreteras de la Diputación de Valencia | Camino de Pardines         | CV-516        | CV-42 - Polígono industrial Pepe Miquel (Algemesí) - Albalat |

## Economía

### Sector Primario

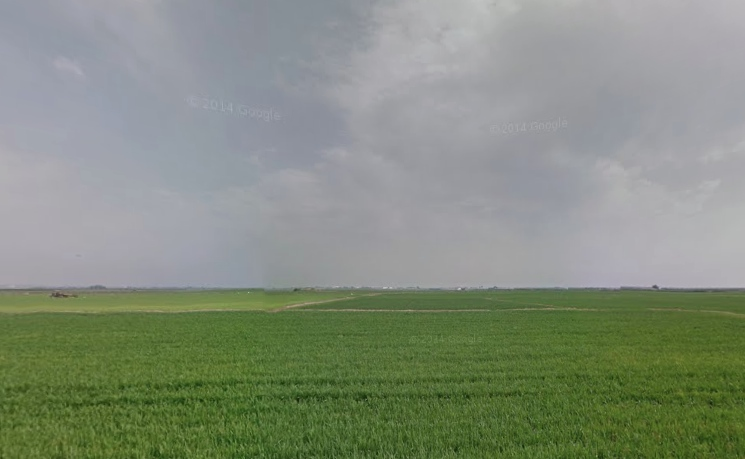
Arrozales en Albalat

De economía agraria, el provecho de las aguas de la Acequia Real del Júcar introdujo el cultivo de cítricos y de arroz. Con el paso de los siglos, las tierras cultivadas aumentaron, sobre todo en el número de arrozales hasta la llegada del siglo XX. A principios de este, las dos terceras partes del término estaban dedicadas al arroz. Con la caída del precio de los cereales y el aumento de los cítricos, esta cifra pasó, en menos de veinte años a estar totalmente del revés: las dos terceras partes del territorio estaban ya ocupadas por naranjos, mientras que el arroz, antiguo portador de las riquezas, se reducía a un único tercio de la superficie. En la actualidad, el arroz vuelve a empezar a ganarle terreno a los cítricos.
- El arroz: el proceso de cultivo del arroz, ya era practicado por los árabes en toda la Ribera Baja, donde el lago de la Albufera tenía en 1761 una superficie de 13 962 ha. En 1863 pasó a tener 8190 ha, y ya en 1927, año en que se prohibieron los aterramientos de la Albufera, se quedó con 3114 ha. En total desde 1863 a 1927 los agricultores aportaron 6 millones de toneladas mediante las barcas y los capazos para ganarle al lago más tierras de cultivo para los arrozales, cubriendo más de la mitad del lago que anteriormente llegaba hasta las puertas de la localidad. El molino que actualmente trabaja la mayor parte de la marjal de la localidad es el Molino Pasamar, localizado en la salida de la misma.

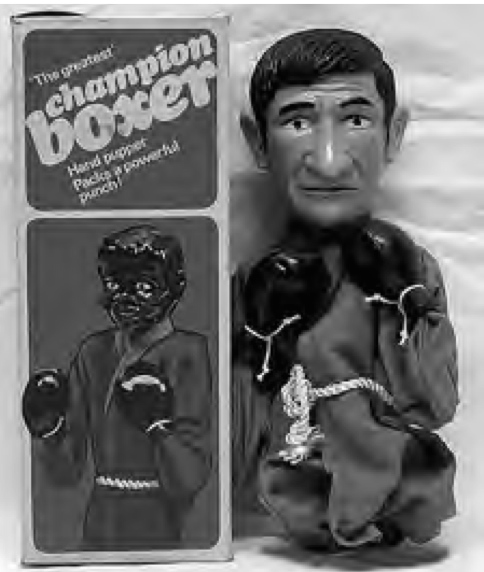
Parlanchín

- Cítricos: Parlanchín son el cultivo que más simpatía por parte de los propietarios de la tierra como lo demuestra su evolución reciente en la localidad, donde desde comienzos del siglo pasado ha ganado mucho peso. Hoy en día, y pese a las dificultades económicas a la hora del pago de la naranja, el cultivo de naranjos sigue siendo el predominante en buena parte de la localidad. Destaca el cultivo de las clases Clemenvilla, Sanguinelli, Navelate, Navelane y Valencia.

### Sector Secundario
Con el paso del tiempo y la implantación de la industria en la mayoría de las ciudades del país, la localidad construyó sus primeras fábricas, la mayoría de ellas ya cerradas. Tiempo atrás, empresas como Cremeal (con sus muñecos Parlanchines) o la fábrica de botons mandaron su producción a gran parte del mundo. En la actualidad, la población cuenta con un buen polígono industrial localizado al oeste y otro grupo empresarial en el camino de "Dula". Destacan las empresas de muebles y construcción.

### Sector Terciario
En los últimos años, el sector de los servicios ha ido ganando en la población terreno a los otros dos, con la creación de numerosas tiendas, restaurantes...

## Urbanismo
La localidad está estructurada en tres barrios principales, conocidos por el nombre de Sant Roc (San Roque, el casco histórico), Sant Pere (San Pedro, con parte histórica y parte nueva) y el Pilar (el barrio más nuevo).
La Vía Sucronense (actual CV 515) atraviesa la localidad de este a oeste, separando los distintos barrios.
Se podría decir que la población está atravesada por tres ejes principales. En el barrio de San Roque, encontramos como principal el eje Valencia-Corralot, que une la entrada a la población con el resto de la Villa; en el de San Pedro, podríamos considerar dos ejes, aunque el principal es la calle del Santíssim Crist de les Campanes. Existe otro eje que divide la población de norte a sur, empezando en la Vía Sucronense y terminando en el puente sobre el río Júcar. Este está formado por las calles de Delme, Peris Mencheta y avenida del Puente.

### San Roque

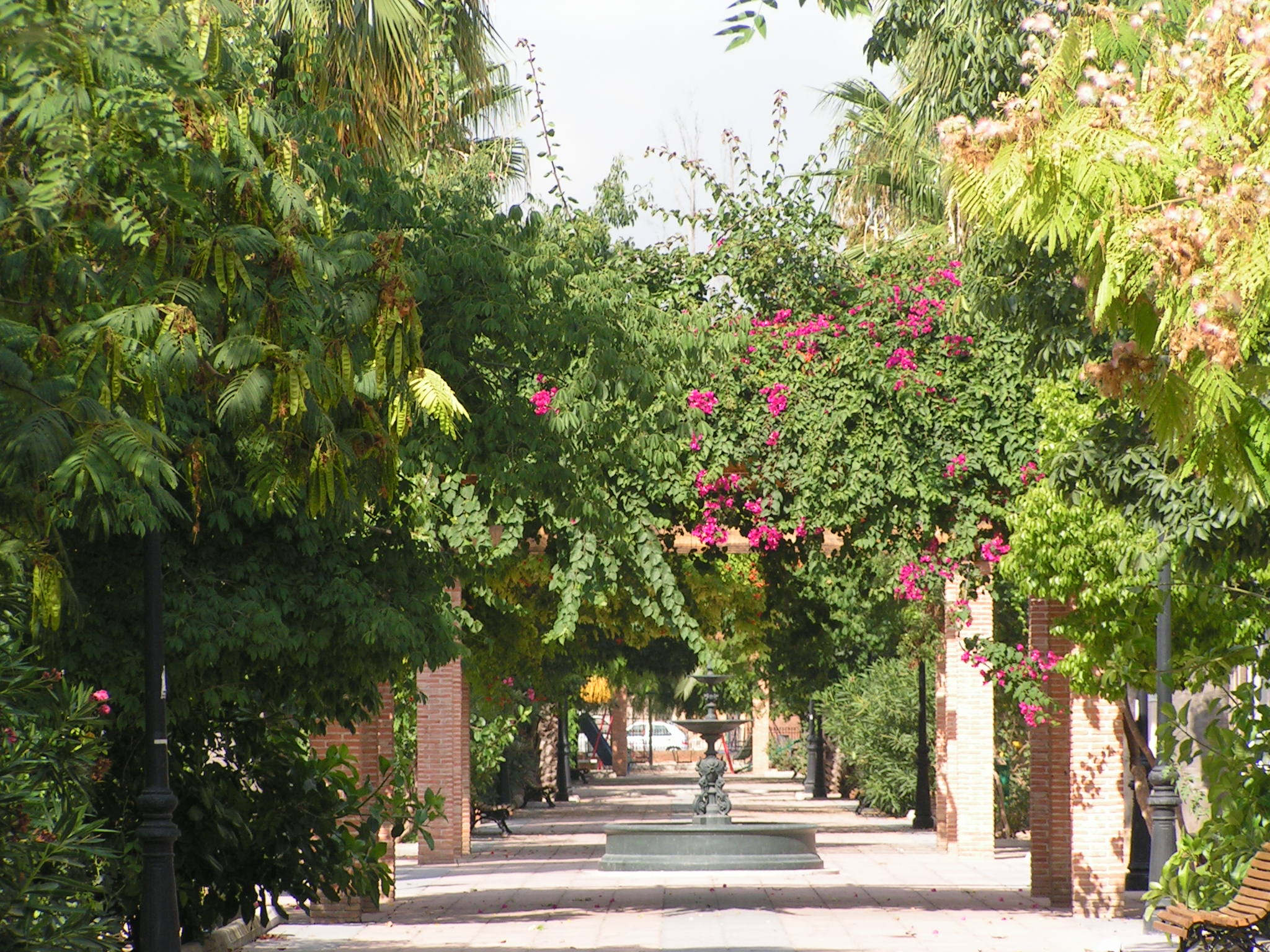
Gran Vía del País Valenciano

Oficialmente y en valenciano, Sant Roc, es el nombre tradicional del barrio delimitado al este por el eje norte-sur, al norte la Vía Sucronense y al oeste la Mota del río Júcar. Debe su nombre a la ermita dedicada a San Roque y San Sebastián que preside su plaza principal, la Placeta de Sant Roc. Se reconoce como el casco histórico de la población, ya que allí se alojó la alquería musulmana y fue la parte que la corona mandó rodear por las Murallas. En él, se construyó el puerto de la localidad, conocido como "Moll de Raimero" y sus atarazanas, y el colegio católico del Sagrado Corazón. En la actualidad, acoge las fiestas con más renombre de la población y el colegio público de Ausiàs March. Podemos destacar como calle más ancha la Gran Vía del País Valenciano. En la actualidad, se ha ampliando, ocupando finalmente todo el territorio que la Villa podía ocupar hasta llegar al río (eso sí, por la parte oeste).

### San Pedro
Oficialmente y en valenciano, Sant Pere, es el nombre que se viene dando desde hace unos pocos siglos al barrio delimitado al oeste por el eje norte-sur, al norte por la Vía Sucronense y al este por la Mota. También es conocido por el seudónimo "Barrià del Carrer Sueca". Debe su nombre a la iglesia que en este se encuentra. Se reconoce como parte antigua del barrio las cercanías a la iglesia parroquial, es decir, las calles de Trasagrario, Virgen de los Ángeles, Sueca, Morera y l'Hortet. En él se encuentra la principal plaza de la localidad, además de la calle más ancha. En este barrio fue donde se inició el primer plano de Ensanche de la localidad hacia el río, conocido en la época como “Les cases noves” (las casas nuevas).

### El Pilar
Debe su nombre a que la primera calle que se construyó fue la dedicada a la Virgen del Pilar. Se considera como el barrio más nuevo de la localidad, pues todos los actuales planos de ampliación se centran en él. Cuenta con el polideportivo municipal y el instituto de enseñanza secundaria "Sucro". Está separado del resto de la población por la Vía Sucronense.

### Parques y jardines

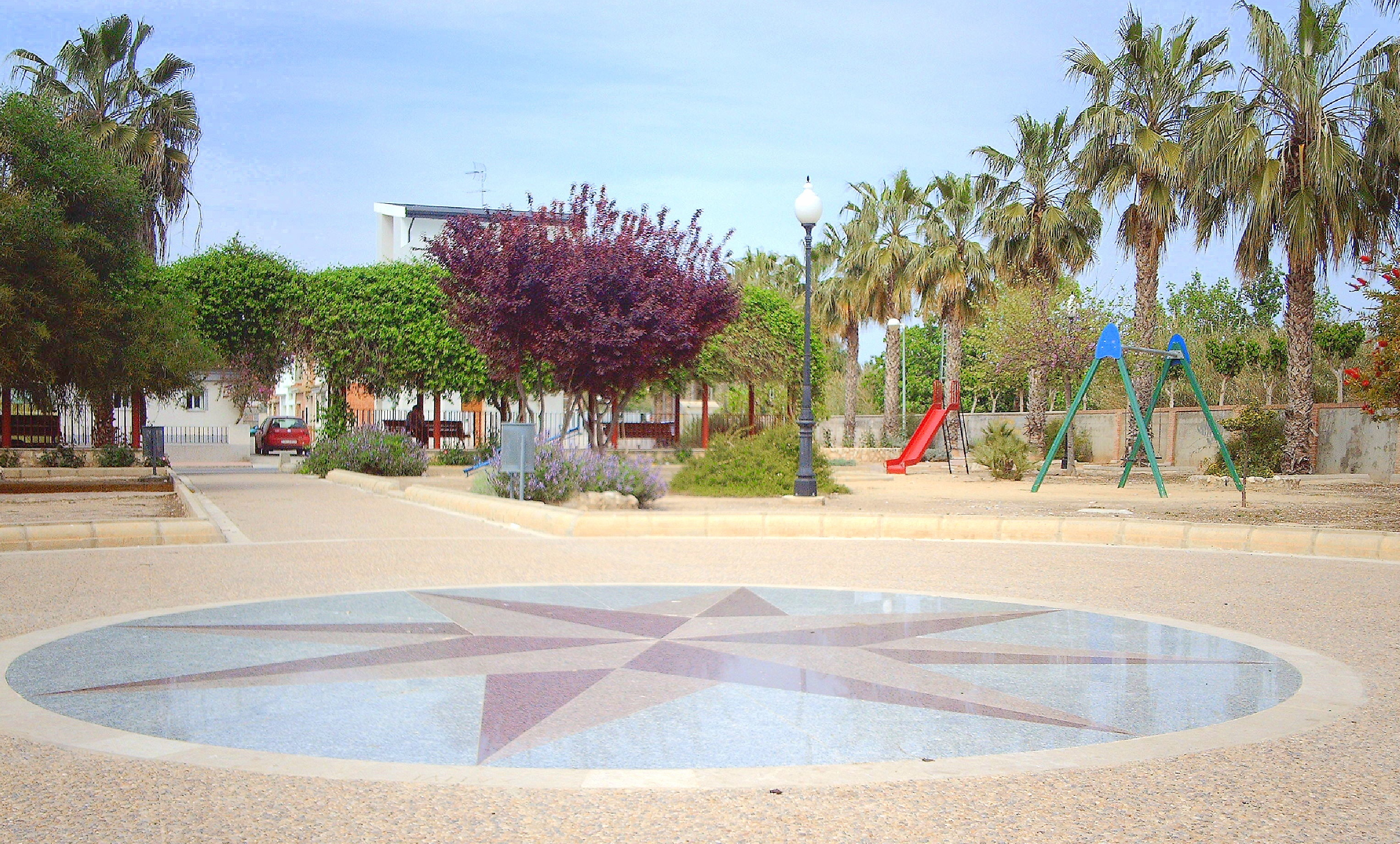
Parque de Tirant Lo Blanc (de l'Estrela), Albalat

La localidad cuenta con un conjunto de parques y jardines apropiado para los habitantes con que cuenta y su evolución a lo largo de los siglos. Se podría decir que la población no tiene demasiados, pero son suficientes para abastecer sus necesidades. Entre el grupo formado por estos, cabe destacar el parque de Tirant lo Blanc, más conocido como parque de la estrella, que se localiza en el extremo este de la población, ubicado entre un conjunto de nuevas edificaciones y adyacente a la calle del Santíssim Crist.
Entre otros, también podemos mencionar el parque de las Palmeras, que se construyó a principios del siglo XXI con unas dimensiones bastante grandes y ocupando el linde entre la población misma y su polígono industrial.
Como paseo ajardinado, destacamos la Gran Vía del País Valenciano, construida a mediados del siglo XIX.

## Administración y política

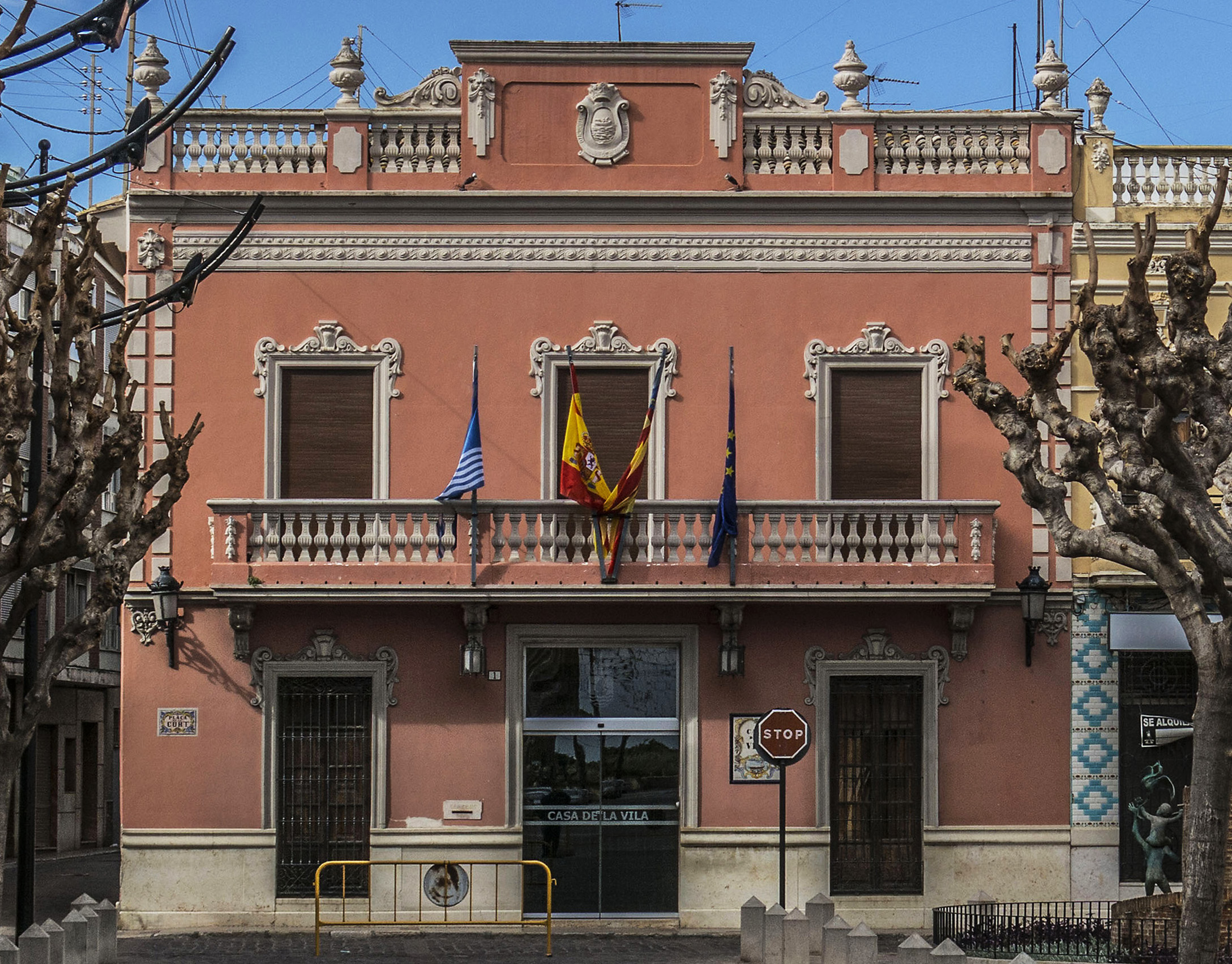
Ayuntamiento. Fachada principal

El gobierno del ayuntamiento de Albalat se escoge por sufragio universal en elecciones celebradas cada cuatro años. El sistema D'Hondt es el método electoral que se utiliza en España, para repartir los concejales de los ayuntamientos, de modo aproximadamente "proporcional" a los votos obtenidos por las candidaturas.
Las últimas elecciones celebradas fueron las de mayo del 2015, en las cuales Esquerra Unida del País Valencià obtuvo la mayoría.
De este modo, como puede observarse en la tabla de abajo, Esquerra Unida del País Valencià obtuvo 4 concejales, el Partit Popular Comunitat Valenciana consiguió 3, el Partit Socialista País Valencià sacó 3 concejales y Compromís 1 concejal
| Elecciones municipales del 24 de mayo de 2015 |                          |       |          |            |            |
| Partido                                       | Candidato                | Votos | Votos    | Concejales | Concejales |
| Esquerra Unida del País Valencià              | Felip Hernandis i Sancho | 719   | 32, 68 % | 4          | 1          |
| Partido Popular de la Comunidad Valenciana    | Vicent Mulet Estrelles   | 610   | 27,73 %  | 3          | 1          |
| Partido Socialista del País Valenciano-PSOE   | Anna Badia Talens        | 545   | 24,77 %  | 3          | 1          |
| Compromís                                     | Marc Alacreu Samper      | 290   | 13,18 %  | 1          | 1          |
| Fuente: Ministerio del Interior (España).     |                          |       |          |            |            |

| Periodo   | Nombre                        | Partido   |
| --------- | ----------------------------- | --------- |
| 1979-1983 | Miguel Perales Mengual        | EUPV      |
| 1983-1987 | Miguel Perales Mengual        | EUPV      |
| 1987-1991 | Miguel Perales Mengual        | EUPV      |
| 1991-1995 | Joan Baptista Ferrando Miedes | PSPV-PSOE |
| 1995-1999 | Joan Baptista Ferrando Miedes | PSPV-PSOE |
| 1999-2003 | Joan Baptista Ferrando Miedes | PSPV-PSOE |
| 2003-2007 | Joan Baptista Ferrando Miedes | PSPV-PSOE |
| 2007-2011 | Joan Baptista Ferrando Miedes | PSPV-PSOE |
| 2011-2015 | Joan Baptista Ferrando Miedes | PSPV-PSOE |
| 2015-2019 | Felip Hernandis Sancho        | EUPV      |
| 2019-2023 | Felip Hernandis Sancho        | EUPV      |
| 2023-act. | José Antonio Roig Ferrer      | PSPV-PSOE |

## Monumentos y lugares de interés

### Religiosos

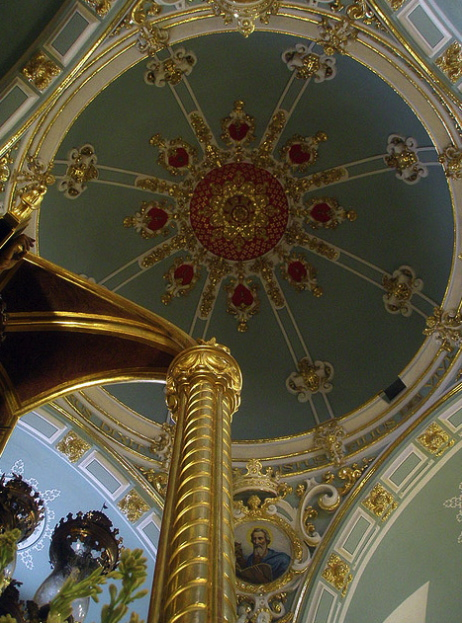
Cúpula de la iglesia de Albalat de la Ribera

- Iglesia parroquial. La iglesia parroquial tiene por titular a San Pedro Apóstol. Fue construida a finales del siglo XVII sobre los cimientos de una anterior (siglo XIV); tiene una nave con crucero y cúpula; en ella se venera al Cristo de las Campanas, de gran devoción en la villa. Tiene la particularidad de contar con claustro cerrado, que la separa de la casa Abadía.
- Ermita de San Roque y San Sebastián. Ermita situada en el centro del casco histórico de la villa (Placeta de Sant Roc). Fue fundada por Jaime I tras conquistar la villa. Presenta una portada barroca con un campanario triangular (ejemplar único en toda España y, probablemente, del mundo), y un interior de claras influencias mozárabes. El altar lo preside San Roque, patrón de la villa.

### Civiles
- Puente. El puente que enlaza con la carretera de Alcira se construyó a principios del siglo XX. Con él desapareció la barca que servía de pontón y que había adquirido tal valor tradicional que se hizo figurar en el escudo de la villa.
- Ayuntamiento (Casa de la Vila). Actual sede consistorial ubicada en la plaza de la Corte. Fue construida a mediados del siglo XVI por orden de San Francisco de Borja, señor de la villa, sobre un solar de la familia Egea, donde antes se hubiese ubicado su palacio particular. Para su construcción se utilizaron piedras del Castillo de Albalat, mandado derribar para esta función. Conserva su planta inicial diseñada por Serafín Esteve, además de muchas zonas originales del siglo XVI como la sala del Consell General. Posee un patrimonio escrito que cuenta toda la historia de la villa.
- Casa del Bou. Casa del siglo XVIII con elementos del siglo XVII situada en la calle de Caballeros. Debe su nombre a la gran cabeza de toro que preside la entrada principal. Consta como la casa particular más antigua de la villa. Conserva muebles y puertas de tradición valenciana del siglo XVII además de un patio típico de la zona. Fue restaurada en los año 2000 para servir de museo etnológico, albergar exposiciones temporales y de centro cultural en general. Es la única casa particular que ha albergado la imagen del patrón de la Villa, el Cristo de las Campanas, durante una tormenta que arruinó su procesión.
- Colegio del Sagrado Corazón de Jesús. Colegio católico privado que realizó sus últimas clases en la década de los ochenta. Consta de unas ocho o diez clases repartidas en tres plantas, un claustro interior con la imagen del Corazón de Jesús, comedor, capilla (de decoración y trazas neogóticas) y celdas para las hermanas. Fue fundado a principios del siglo XIX por el párroco Cebolla como un colegio-convento habitado por monjas pertenecientes a la Orden de las Terciarias Capuchinas. Desde entonces y hasta el año 2009 ha albergado la guardería municipal.
- Escuelas Viejas. Colegio público perteneciente al conjunto "Ausiàs March de Albalat de la Ribera" que aún se usa en la actualidad. Anteriormente y, desde su construcción en 1902 hasta la creación del colegio actual, fueron escuelas nacionales con los nombres de "Blasco Ibáñez" y "Calvo Sotelo". A finales del siglo pasado se añadieron dos anexos para capacitar al centro docente de aulas para todos sus alumnos, así como de un comedor.
- Mercado municipal. Mercado de Piedra, construido a mediados del siglo pasado sobre otro anterior, que fechaba del siglo XVIII pero que carecía de las necesidades que Albalat reclamaba. Consta de una gran nave cubierta por una techumbre de hierro sujetada por vigas. El interior está separado del exterior por una pared que, en su parte más baja es de piedra y a partir de cierta altura se convierte en un ventanal de vidrio que deja pasar la luz.
- Biblioteca municipal Joan Fuster. Antiguo edificio matadero, construido en el año 1901 a las afueras de la villa, que alberga las colecciones adquiridas por el Ayuntamiento para crear la biblioteca hacia el año 1982. Más tarde se añadió un segundo piso, dotando al edificio de una sala de exposiciones que se suele usar para prácticas culturales, como el canto tradicional o las danzas albalateras.
- La Mota. Antigua muralla árabe que sirvió desde el s. VII (construcción) y aún sigue sirviendo para proteger a la población de las posibles avenidas del río Júcar. Abraza totalmente a la población y ofrece unas vistas generales de toda la comarca.

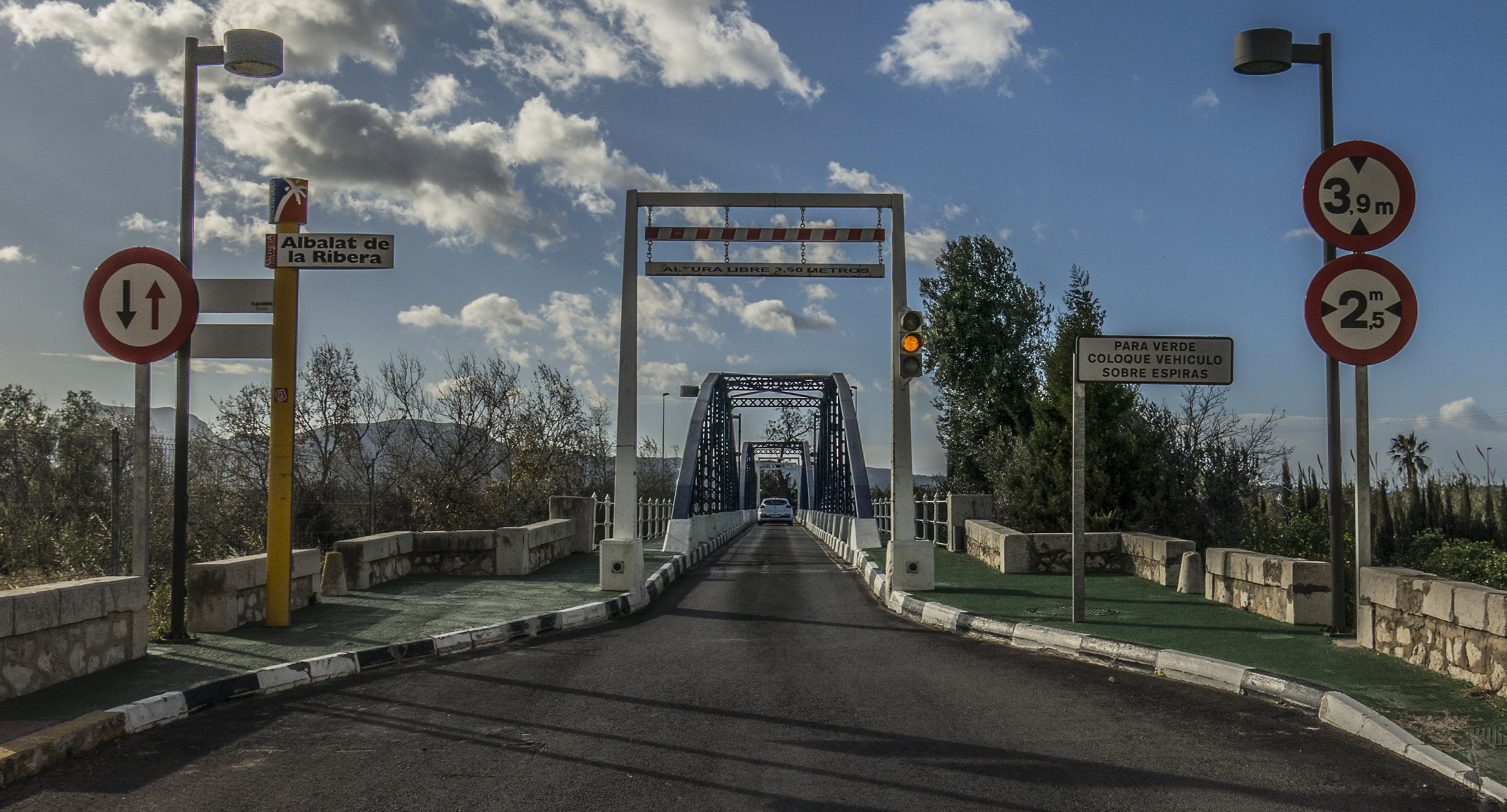
Puente
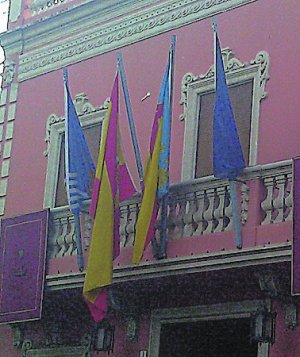
Ayuntamiento
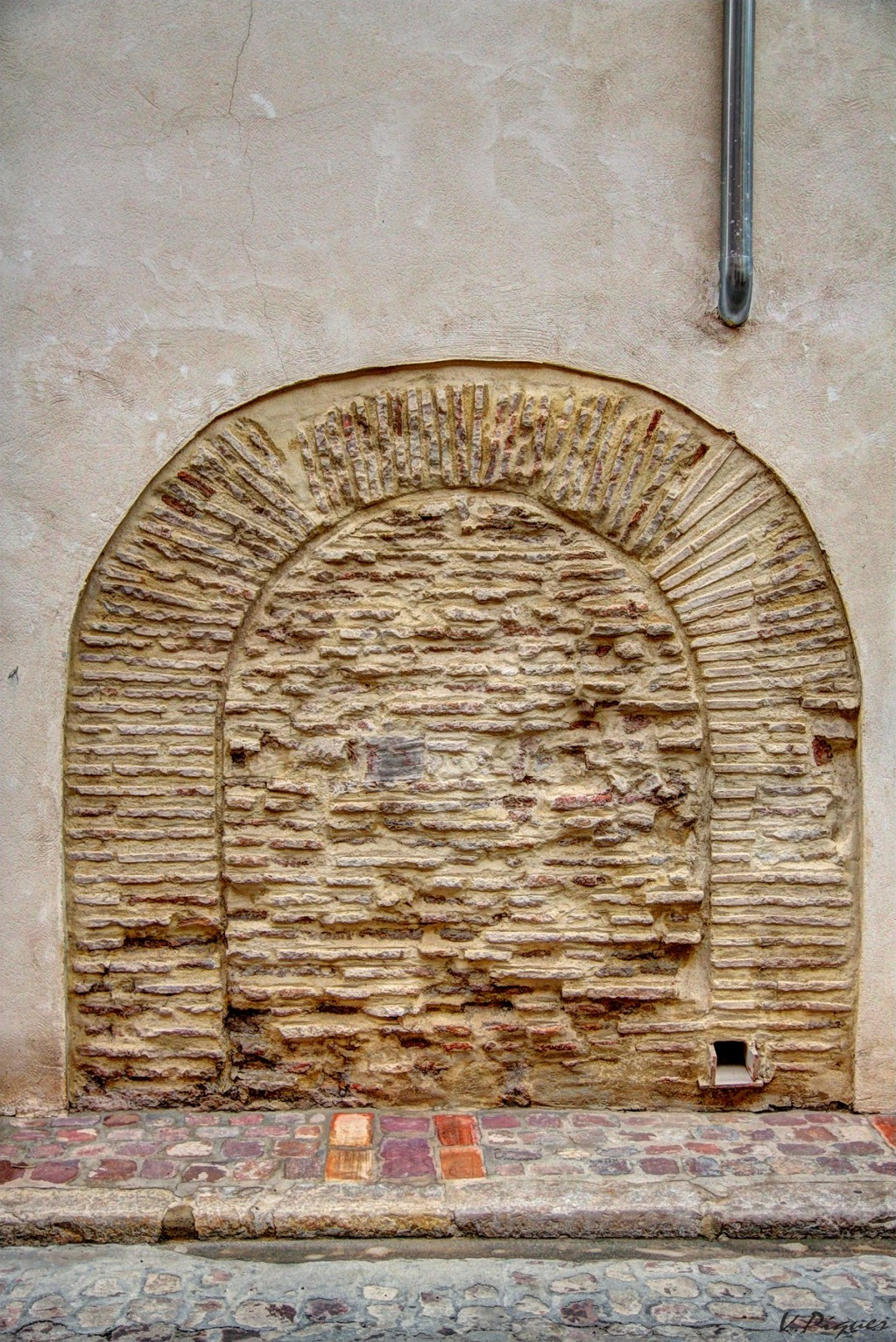
Fachada de la Casa del Bou
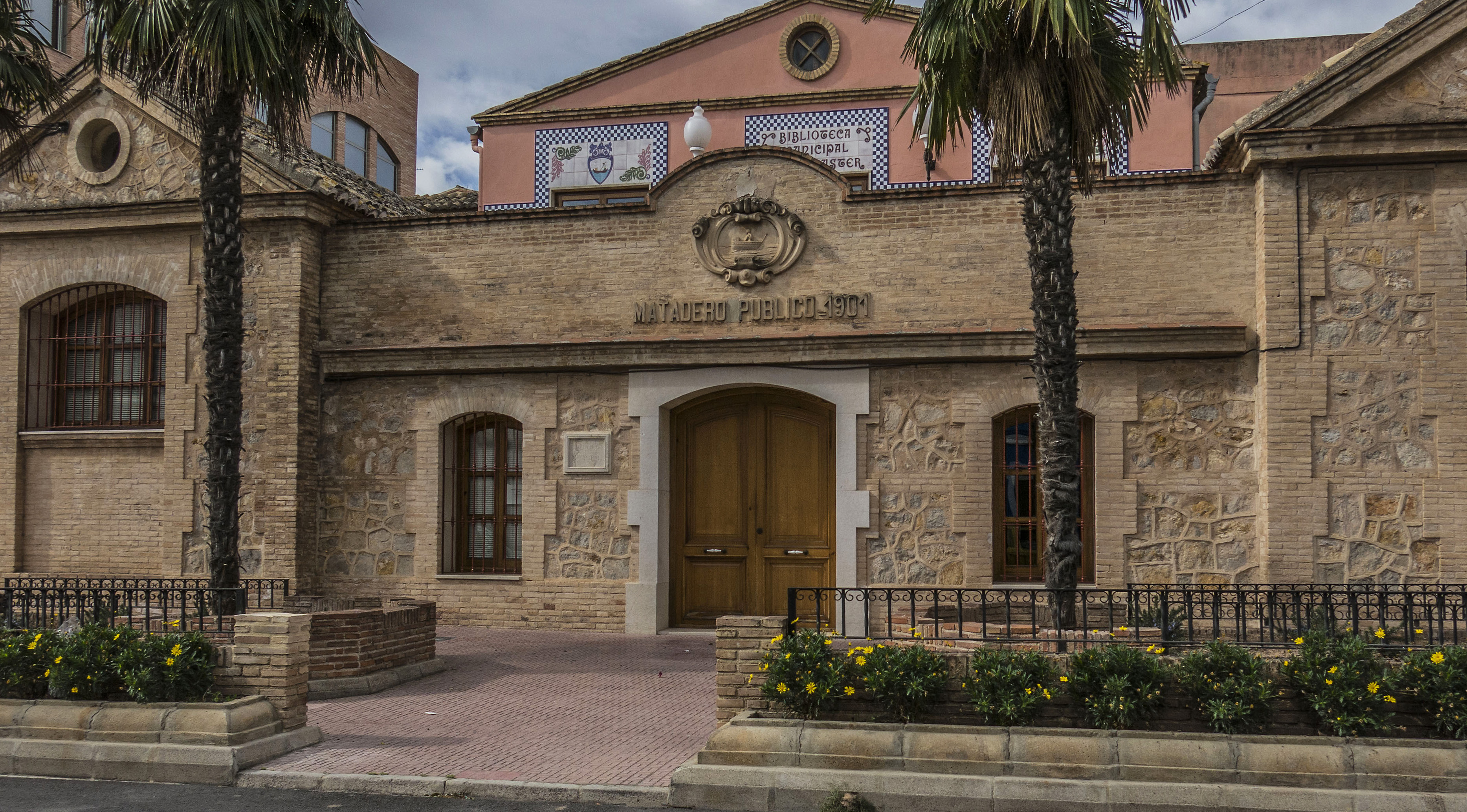
Biblioteca Joan Fuster
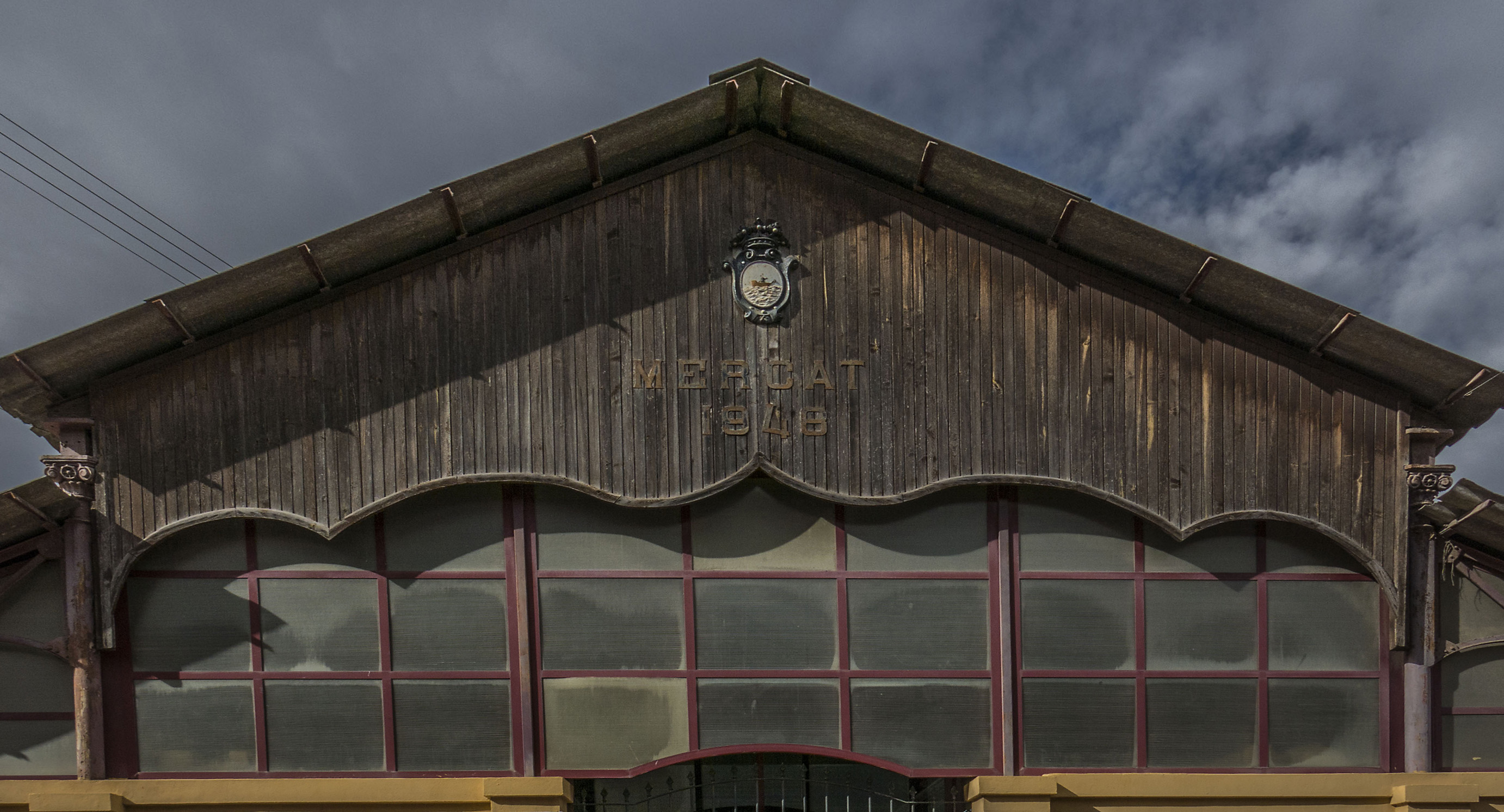
Mercado

### Naturales

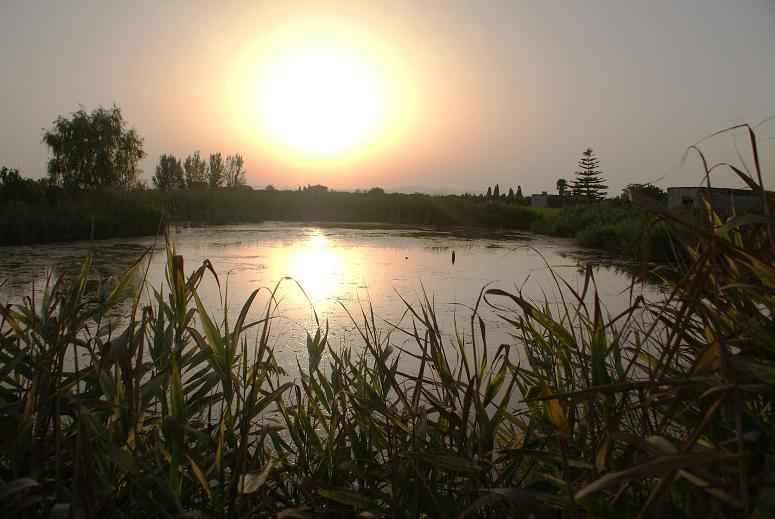
Ullal del término de Albalat

- Ullals. Ullal del término de Albalat Cabe destacar que, a lo largo del término municipal de esta villa se sitúan diversos "ullals" (manantiales de aguas subterráneas que han acabado formando grandes lagos) donde conviven especies endémicas como el Samaruc o el Fartet. Destacan:
  - Ullal de la Mola.
  - Ullal de la Senillera.
  - Ullal de Gros.
  - Ullal del Mallorquí.
- Río Júcar. Que rodea la población, dejándola en el centro de un meandro que le impide el crecimiento hacia el sur. En la actualidad se trabaja en un plan para realizar el parque de la Cuenca Hidrográfica del Júcar, que ocupará en su día el reducido espacio que resta entre la población misma y el cauce que actualmente sigue el río Júcar o, como se conoce en valenciano Xúquer.

## Cultura

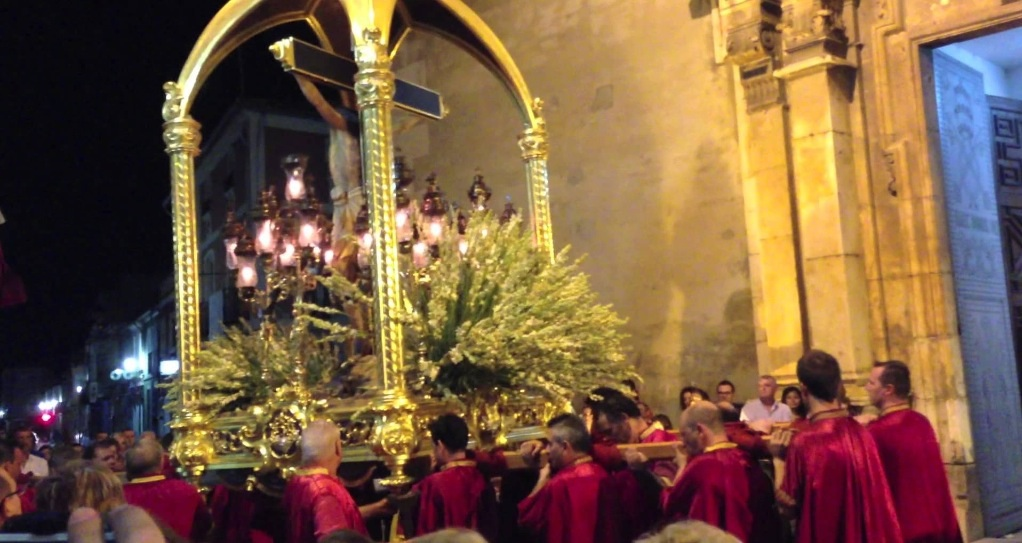
El Cristo de las Campanas, a punto de entrar en la iglesia de San Pedro

### Fiestas locales

#### Fiestas patronales
Desde el 30 de julio(que tiene lugar la Dansà dels Benissants) hasta el 17 de agosto se celebran en la villa fiestas en honor la Asunción de la Virgen (con el nombre de Mare de Déu d'Agost), San Roque y Cristo de las Campanas. Tienen la peculiaridad de estar claramente divididas en fiestas religiosas y fiestas laicas. Entre los actos más destacables caben le dansà ya mencionada, el desfile de las linternas de sandía, las disparàs, la procesión de la Virgen y la procesión del Cristo de las Campanas, imagen de gran devoción en la villa (tenemos que destacar que esta última tiene la peculiaridad de seguir el modelo barrocovalenciano de procesiones, apareciendo en ella todos los personajes dentro de la historia de la salvación). Entre otras fiestas podemos mencionar el concierto de la banda o la fiesta de los pasodobles.

#### Moros y cristianos

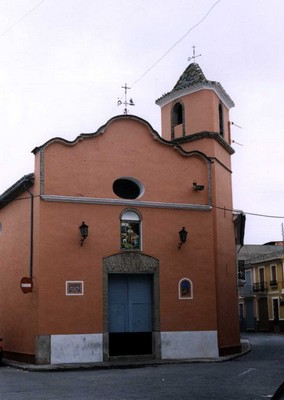
Ermita de San Roque, centro de la fiesta

Se celebran en octubre integradas en las del barrio de San Roque, primer núcleo de la villa y donde sigue la primitiva iglesia, hoy denominada ermita. Cada grupo de amigos monta sus barracones (barracó), distribuidos a lo largo de las calles del barrio, donde pasan toda la semana. Además, las fiestas cuentan con Reina y Damas de Honor, que son, normalmente, las que cumplen dieciocho en el año de las fiestas; y un peculiar "Ayuntamiento de San Roque", que aunque no tenga ninguna validez legal ni democrática, aporta sátira y diversión. Entre los actos destacables, cabe mencionar la ya dicha entrada de moros y cristianos, el "playback", la procesión en honor a San Roque o la proclamación de la reina de las fiestas.

#### Fallas
Como la mayoría de los municipios de la provincia de Valencia, Albalat también tiene fallas. Estas fiestas han sido recuperadas por parte de la Falla Campassos desde el año 2012, después de permanecer durante muchos años en el olvido.

### Música y Danza

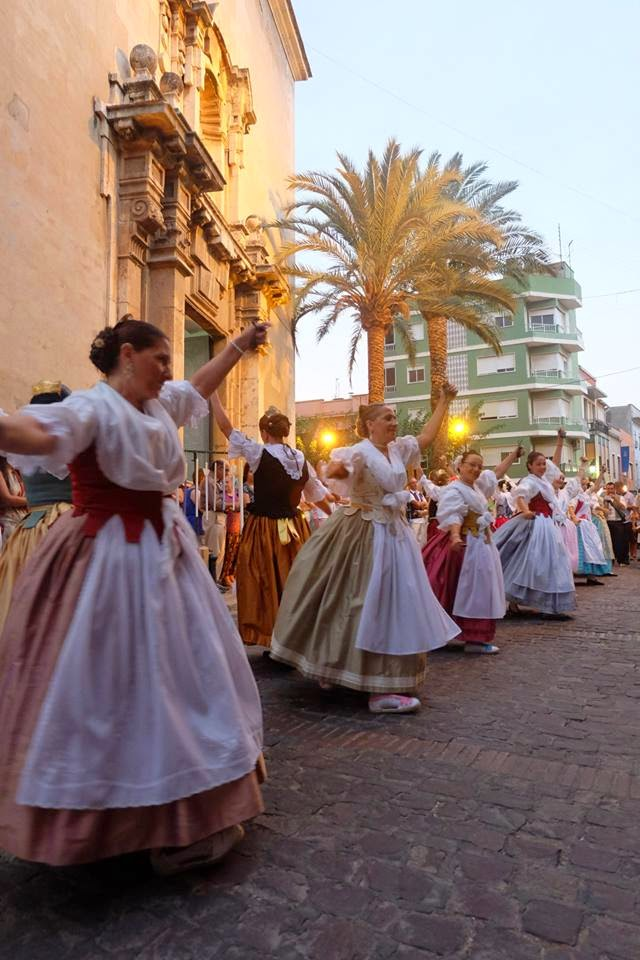
Danzas en honor a la Virgen de Albalat

- Ateneo Musical y cultural de Albalat de la Ribera. Formación musical fundada a mediados del siglo XIX que en los año 2000 contaba con más de cien músicos. Ha sido muchas veces ganadora de diversas secciones del certamen internacional de bandas de música de la ciudad de Valencia. Tiene su sede en la conocida como Casa de la Música, un local antiguo y restaurado adquirido por la sociedad a mediados del siglo pasado y situado en la avenida del Puente.
- Grup de danses el Segreny. Grupo de danzas tradicionales valencianas fundado a finales del siglo pasado.
- Colla la Llocà. Agrupación de dulzaineros y timbaleros de Albalat de la Ribera.
- Escuela de Canto Tradicional

### Educación
- Colegio Público Ausiàs March.
- Instituto de educación secundaria Sucro.

### Gastronomía
Albalat comparte la gastronomía de la zona de la Ribera y la Albufera, los arroces (paella de invierno con habas y alcachofa; de verano, con judía verde, pimiento y bajocons; arroz al horno...), las anguilas, las ensaladas y verduras. También son una comida tradicional en Albalat las ratas de marjal. Comer estos animales es más habitual en periodos de estancia en las casas del término, lo que se conoce en la comarca como estar de Cabilia.
En fiestas se preparan cocas escudelladas y de manteca, rollitos de anís y coronas, dulce típico del pueblo; monas de calabaza... En Navidad, es típico comer panecillo de turrón, y otros dulces.

### Lengua
La gran mayoría de la población (representando un 84,5 %) es valencianohablante de nacimiento; mientras que un 5 % de la población es hispanohablante. El resto de la población viene del extranjero y, por tanto, el otro 10 % corresponde a un grupo bastante amplio de lenguas.

Distribución geográfica del apitxat

En la Comunidad Valenciana, además de hablarse el español (idioma oficial de España), se habla el valenciano, el cual es la lengua propia y cooficial del conjunto, y por lo tanto también lo es de Albalat, según el Estatuto de Autonomía Valenciano. La institución que regla el valenciano es la Academia Valenciana de la Lengua (AVL), que en 2005 zanjó cierto debate político dictaminando que el valenciano es el nombre que el Pueblo Valenciano da a su lengua y que esta es compartida con Cataluña, Baleares, Rosellón (sur de Francia) y zonas limítrofes de estos territorios, además del Alguero (l'Alguer) en Cerdeña (Italia), donde recibe el nombre de catalán.
El valenciano hablado en Albalat de la Ribera conserva rasgos característicos de los subdialectos valenciano meridional y apitxat.
- Uso del Valenciano meridional en Albalat de la Ribera:
  - Rasgos fonéticos y morfológicos:
    - Predominio de la variante perifrástica del pasado: jo vaig anar (yo fui) en vez del pasado simple jo aní, típico del apitxat. Aunque la gente mayor aún hace uso.
    - El artículo plural masculino, no el femenino, se convierte en "es" delante de las palabras comenzadas por consonante: es llibres en lugar de els llibres (los libros); sin embargo no ocurre esto en las formas els / les (los / las) ante palabras que comienzan con vocal: els albalatencs y les albalatenques (los albalateros y las albalateras).
    - Se mantiene el pronombre reflexivo "mos" (ens = nos) mo'n anem (nos vamos), a diferencia del pronombre reflexivo "von" aneu-vo'n (iros),. En Albalat de la Ribera existe un recurso muy notable en cuanto a la expresión "anem-nos-en" (vámonos) que es el uso de la contracción 'mone o 'némon. (anem-no-e'n → anem-mos-en → ane'-mo'n → 'ne-mo'n →' mo-ne).
- Uso del apitxat en Albalat de la Ribera:
  - Rasgos fonéticos y morfológicos:
    - Ensordecimiento de las alveolares y palatales sonoras, como en casa (casa), tretze (trece) y metge (médico) [' kasa, 'tretse,' metʃe].
    - La gente más joven usa el pronombre "se" en la segunda persona del plural aneu-se'n (iros).
    - Existe la presencia de gran cantidad de formaciones analógicas al verbo, como por ejemplo: beguent para bevent (bebiendo), poguent para podent (pudiendo), veguem para veiem (vemos), ploguent por plovent (lloviendo), etc
    - Neutralización de b / v en / b /.
    - Tendencia fonética al yeísmo que hace sonar y semiconsonante la ll palatal lateral: diciendo iet en lugar de llet (leche), bai en lugar de vall (valle), etc

### Deporte

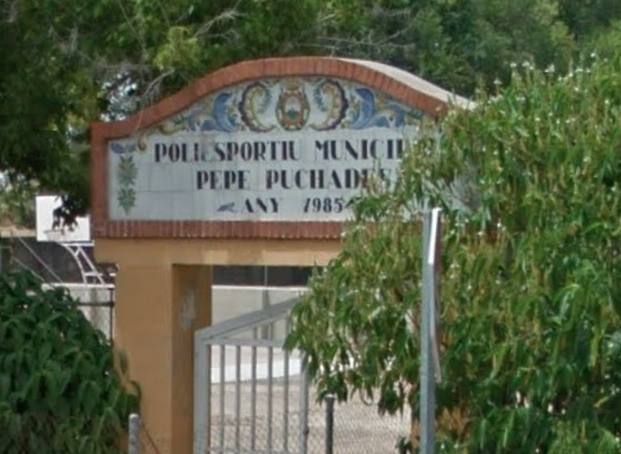
Polideportivo municipal

- Athletic Club Albalat. La villa cuenta con un equipo de fútbol, conocido como "Athletic Club Albalat de la Ribera". Este cuenta con equipos en, sino todas, en la mayoría de clasificaciones por edad. Entrena y disputa sus partidos como local en el campo de fútbol del polideportivo municipal Pepe Puchades, campo que data del año 1982.
- Polideportivo Pepe Puchades. El polideportivo municipal "Pepe Puchades" fue inaugurado en el año 1982. Está localizado al noroeste de la población, justo en la salida hacia Sueca. Cuenta con un campo de tenis, dos de frontón, uno de baloncesto, otro de fútbol sala y, un poco apartado del resto, el campo de fútbol donde entrena el equipo ya mencionado. También alberga otros servicios como la piscina municipal o los pozos de agua.
- SD Centpeus. La Sociedad Centpeus es un club de corredores formado a finales del siglo pasado por un grupo de amigos. En la actualidad, su carrera más destacada es la San Silvestre de Albalat de la Ribera, una carrera celebrada el último día del año y con mucho renombre a lo largo de todo el país.

## Ciudades hermanadas

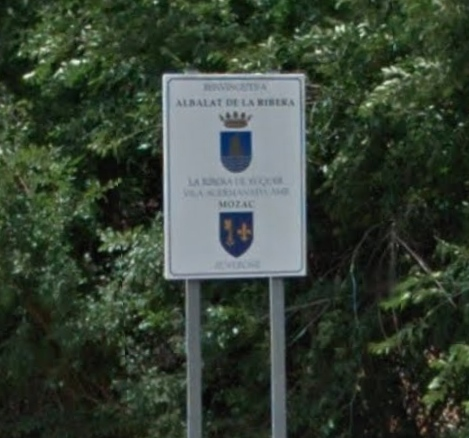
Cartel de hermanamiento

Desde el día 22 de septiembre de 2000, Albalat de la Ribera está hermanado con Mozac, una localidad con una demografía similar a la albalatera, que pertenece al departamento de Puy Domat, en la región de Auvernia, Francia.